# Ella Freeman Sharpe
Ella Freeman Sharpe (geboren am 22. Februar 1875 in Haverhill (Suffolk); gestorben am 1. Juni 1947 in London) war eine bedeutende britische Psychoanalytikerin, Kinderanalytikerin und Lehranalytikerin in der Frühzeit der Psychanalyse in Großbritannien.

## Leben
Ella Sharpe wuchs als älteste von drei Schwestern auf. Sie studierte englische Literatur an der Nottingham University. Aufgrund des frühen Todes des Vaters, dem sie sehr verbunden war, gab sie das Studium auf, um den Lebensunterhalt der Familie zu verdienen. Von 1904 bis 1916 unterrichtete sie als Lehrerin an verschiedenen Schulen.
Im Kontext weiterer Verluste von Freunden und Schülern im Ersten Weltkrieg entwickelte sie eine Depression und Angstanfälle. Sie suchte psychotherapeutische Hilfe in der medizinisch-psychologischen Klinik, Brunswick Square Clinic, in London, die zu dieser Zeit Ausbildungsklinik der britischen psychoanalytischen Vereinigung war. Dort wurde sie erfolgreich von Jessie Margaret Murray (1867–1920) und James Glover (1882–1926) behandelt.
Vor dem Hintergrund dieser eigenen Erfahrungen entwickelte sie ein berufliches Interesse an der Psychoanalyse, gab ihre Tätigkeit als Lehrerin auf und begann 1917 eine psychoanalytische Ausbildung an der Brunswick Square Clinic. 1920 ging sie nach Berlin und begann eine Lehranalyse bei Hanns Sachs. 1921 wurde sie als außerordentliches, 1923 als ordentliches Mitglied in die British Psychoanalytical Society aufgenommen. Sie gehörte zu den sogenannten Laienanalytikern. Später wurde sie Lehranalytikerin am Institute of Psychoanalysis, dem Ausbildungsinstitut der Fachgesellschaft. Als solche prägte sie die nachfolgende Generation der Psychoanalytiker in Großbritannien.
Als Anhängerin Melanie Kleins war Ella Sharpe eine der ersten Kinderanalytikerinnen in England. Später zählte sie sich, wie Donald Winnicott, zu der Gruppe der Unabhängigen bzw. der sogenannten Middle-Group der britischen psychoanalytischen Gesellschaft und nahm in den 1940er Jahren in der Kontroverse zwischen Anna Freud und Melanie Klein eine vermittelnde Rolle ein.
Ella Freeman Sharpe litt an einer chronischen Herzerkrankung und starb an einem Herzinfarkt.

## Werk
In ihrer Monografie Dream Analysis: A Practical Handbook of Psychoanalysis von 1937 stellte sie ihre eigene Sicht auf die Psychoanalyse der Träume dar und schlug eine Brücke zwischen dem Traumverständnis Freuds und Lacans. Das Werk wurde ins Deutsche und Französische übersetzt. Sie konnte zeigen, dass Traumarbeit und Symbolisierung im künstlerischen Kontext, wie der poetischen Sprache, vergleichbare Mechanismen aufweisen. Auch in weiteren Schriften beschäftigte Sharpe sich u. a. mit Fragen der künstlerischen Kreativität, insbesondere der Literatur.
Zu den Schwerpunkten ihrer zahlreichen Aufsätze, die im International Journal of Psychoanalysis veröffentlicht wurden, gehörten ferner die Rolle der Gegenübertragung in der Behandlung und andere Fragen der Behandlungstechnik in der Psychoanalyse. Sie vertrat die Auffassung, dass Psychoanalyse sowohl eine Wissenschaft als auch eine Kunst sei, und zeigte, dass neben der psychoanalytischen Technik die persönliche Kreativität und Flexibilität ein wesentlicher Aspekt der psychoanalytischen Behandlung sei. Dazu müsse sich der Analytiker auch nach der eigenen Lehranalyse des eigenen Patient-Seins bewusst bleiben.

„Psychoanalysis ceases to be a living science when technique ceases to be an art. (Psychoanalyse hört auf, eine lebendige Wissenschaft zu sein, wenn die Technik aufhört, eine Kunst zu sein.)“

## Veröffentlichungen (Auswahl)
- Dream analysis. Norton New York: Norton, 1937. In deutscher Übersetzung von Ulrike Stopfel: Traumanalyse. Stuttgart: Klett-Cotta Geist und Psyche, Stuttgart 1984 und Fischer Taschenbuch, Frankfurt am Main 1994
- Certain aspects of sublimation and delusion. In: International Journal of Psychoanalysis, 11, 1930, 12–23
- The technique of psychoanalysis. Seven lectures. In: International Journal of Psychoanalysis, 11, 1930, 251–277, 361–386; 12, 1931, 24–60
- Psycho-physical problems revealed in language. An examination of metaphor. In: International Journal of Psychoanalysis,  21, 1940, 201–213
- Cautionary tales. In: International Journal of Psychoanalysis, 24, 1943, 41–45
- From »King Lear« to »The Tempest«. In: International Journal of Psychoanalysis, 27, 1946, 19–30
- (mit Susan Isaacs und Joan Riviere): Fatherless Children. A Contribution to the Understanding of Their Needs. London 1945